# Maison Havart
La maison Havart située quai de la Goffe et construite en 1594, mais plus probablement construite entre 1666 et 1668, est un des plus anciens bâtiments du patrimoine privé de Liège.

## Architecture
La construction est composée d'une cave, d'un rez-de-chaussée, d'un entresol, de quatre étages et d'un comble. La structure en bois est relativement étrange, sa forme est irrégulière et originale avec les étages en saillies prononcées et garnis, actuellement, de haut en bas d'un revêtement d'ardoises avec des fenêtres à croisée, aux étages, ou protégées par une grille en fer forgé, à l'entresol, ou par des volets battants, au rez-de-chaussée.

## Historique

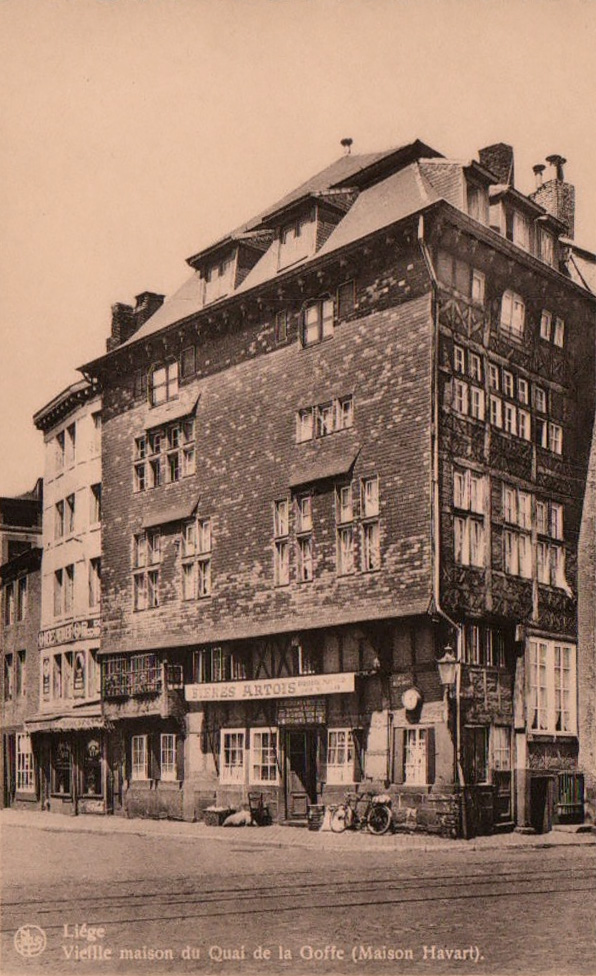
La maison Havart au début du XXe siècle.

Le bâtiment est construit en 1594 au coin du lieu-dit « À la batte » et du marché des grains appelé « le Muyds » par un certain Mathieu Mathot résidant précédemment en Vinåve des Prés et négociant en drap.

Le lieu est déjà, depuis le milieu du XVIe siècle, le théâtre d'un marché aux bestiaux, de fruits et légumes — l’ancêtre du marché de la Batte — puis, à la fin du siècle, le rendez-vous des camelots et autres saltimbanques — l’ancêtre de la foire de Liège.
À la fin du XIXe siècle, le bâtiment est  tenu par un quincailler, un certain Louis Havart, qui donnera son nom à la bâtisse.
En 1957, le chef D'Inverno y ouvre un restaurant gastronomique — Au vieux Liège — qui sera étoilé au Guide Michelin. Il ferme définitivement ses portes le 15 juillet 2010 à la suite d'une faillite.
Depuis début mai 2019, le propriétaire actuel y a ouvert une galerie de tableaux modernes belges, la galerie Damien Comeliau.